# St. Leonhard (Fischach)

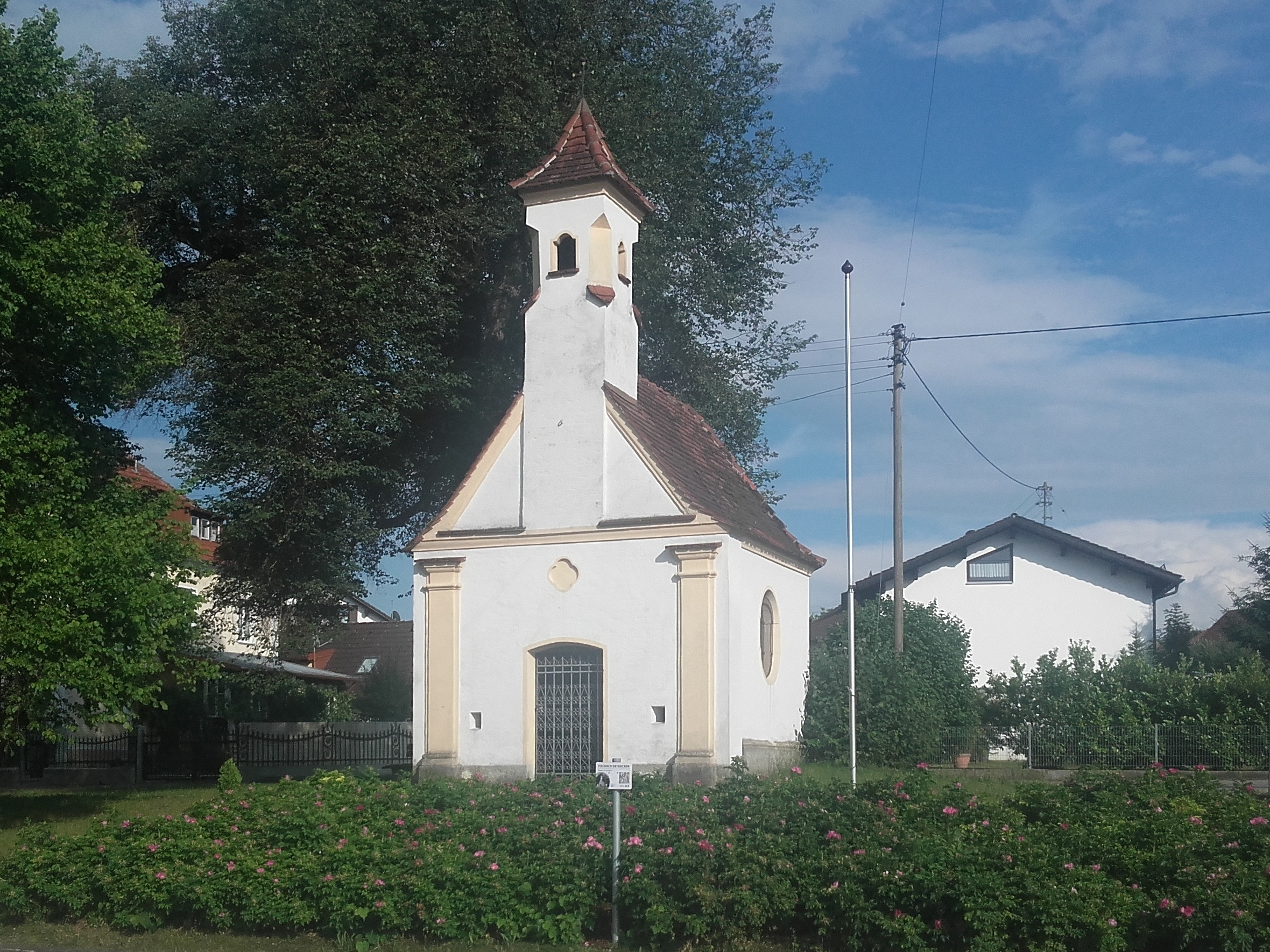
Blick auf St. Leonhard in Fischach

St. Leonhard ist eine im Jahre 1710 erbaute, römisch-katholische Kapelle in Fischach, einer Marktgemeinde im schwäbischen Landkreis Augsburg in Bayern. Sie befindet sich am südlichen Rand des Angers zwischen der Augsburger Straße und der Kapellenstraße und ist als Baudenkmal in die Bayerische Denkmalliste eingetragen. Bei der Kapelle handelt es sich um einen Rechteckbau mit dreiseitigem Schluss sowie Dachreiter mit Zeltdach und einer Glocke. Neben der Kapelle befand sich bis Februar 2024 eine alte Linde, die als Naturdenkmal gelistet war.

## Geschichte
Überlieferungen zufolge befand sich im Bereich der heute bestehende Kapelle zunächst eine einfache Bildsäule zu Ehren des heiligen Leonhard. Diese Bildsäule wurde im Verlaufe des Dreißigjährigen Krieges zerstört. Leonhard Plappert, Vogt des Klosters Oberschönenfeld, ließ 1669 ersatzweise ein Kapellchen zu Ehren seines Namenspatrons errichten.
Aufgrund der zu geringen Größe errichtete man 1710 die heutige Kapelle. In dieser Zeit wurden auch mehrere Linden neben der Kapelle gepflanzt. 1750 bekam die Kapelle von Maurermeister Sebastian Rindle und dem Zimmerermeister Severin Rindle eine neue Giebelmauer mit Dachreiter.
2014 musste die südliche Linde wegen Befall mit einem Brandkrustenpilz gefällt werden. Die letzte verbliebene Linde dagegen galt zunächst als gesund. Bei Begutachtungen Ende 2023 zeigte sich allerdings, dass diese Linde ebenfalls von einem Pilz befallen war, der die Rinde und den Stamm zersetzte. Daraufhin wurde die Linde im Februar 2024 gefällt.

## Quelle
- Michael Piller: Fischach – Geschichte einer Mittelschwäbischen Marktgemeinde, Anton H. Konrad Verlag, 1981, ISBN 3-87437-178-6, Seite 169 ff.